# Trou blanc
Ne doit pas être confondu avec Trou noir ou Trou de ver.
Pour les articles homonymes, voir Trou Blanc et Trou.

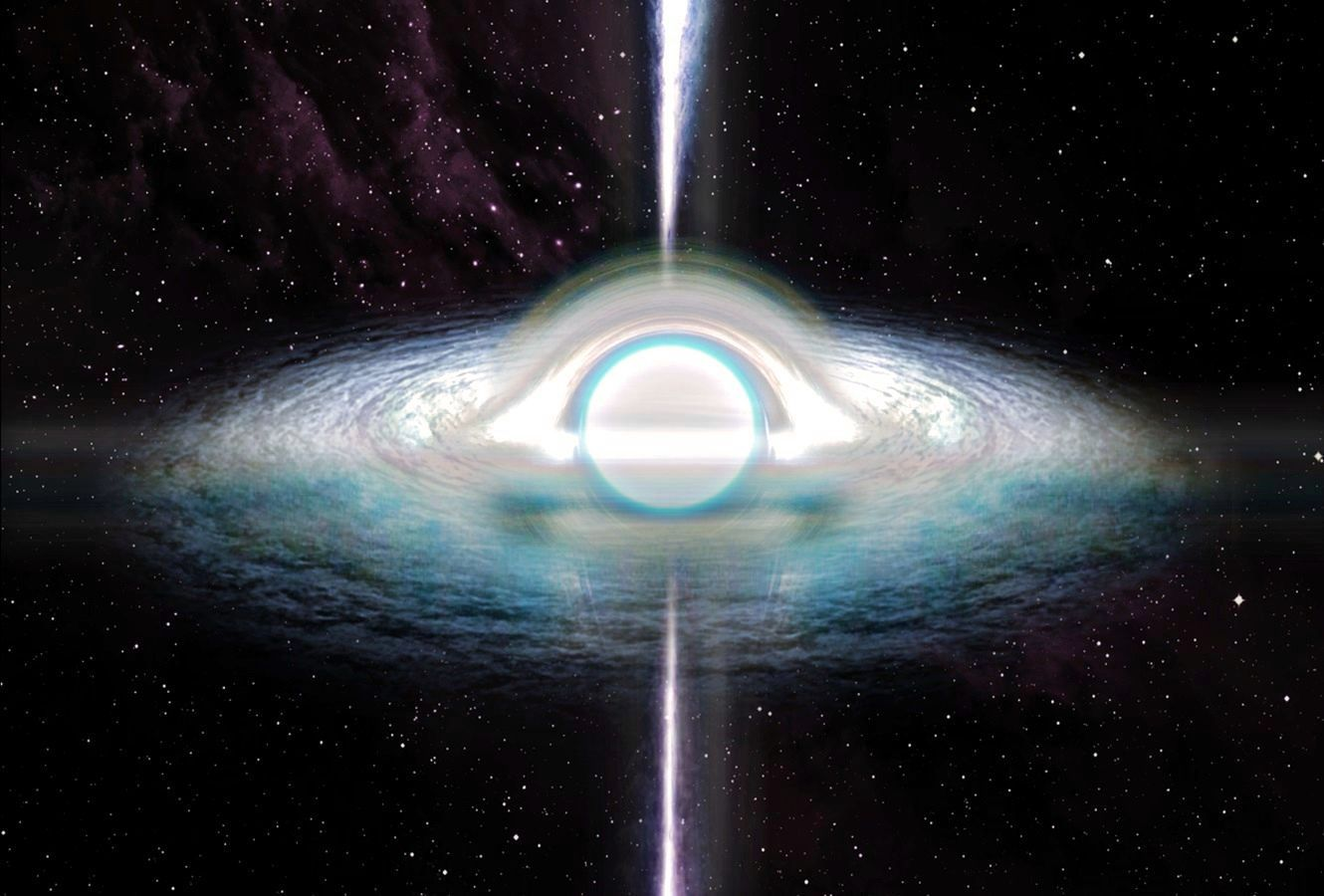
Rendu d'artiste d'un trou blanc.

Un trou blanc, aussi appelé fontaine blanche, est un objet théorique susceptible d'exister au sens où il peut être décrit par les lois de la relativité générale, mais dont l'existence dans l'Univers est considérée comme hautement spéculative. Il est décrit par certaines solutions mathématiques de type trou noir dans lequel des géodésiques sont issues d'une singularité gravitationnelle ou d'un horizon. Il formerait ainsi le symétrique par rapport au temps d'un trou noir, puisque dans un cas rien ne peut s'échapper d'un trou noir, et dans l'autre rien ne peut pénétrer dans une fontaine blanche. Techniquement, cela s'exprime par le fait que la singularité gravitationnelle qui existe au sein de ces objets est dans le futur de l'horizon qui l'enveloppe (trou noir), ou dans son passé (trou blanc). 
La communauté scientifique, s'accorde pour considérer que le concept de trou blanc a été introduit en physique par le cosmologiste soviétique Igor D. Novikov en 1964.
En cosmologie, le Big Bang est parfois considéré comme un trou blanc.

## Présentation du problème
D'ordinaire, un trou noir est caractérisé par une région de l'espace-temps que toute géodésique pénètre sans pouvoir en sortir. La frontière de cette région est appelée l'horizon des événements. Mathématiquement, un trou noir correspond à un certain type de solution aux équations de la relativité générale (les équations d'Einstein). La solution la plus simple de ces équations représente un trou noir éternel : cette solution, dite trou noir de Schwarzschild car trouvée par le physicien allemand Karl Schwarzschild en 1916, décrit donc un trou noir éternel et statique.
Cependant, s'il existe des trajectoires décrivant un objet pénétrant dans un trou noir, les équations d'Einstein impliquent, par renversement de la variable temps, l'existence de trajectoires semblables inverses : de telles trajectoires correspondraient à une configuration où toute trajectoire issue d'une région enveloppée par un horizon sort obligatoirement de celui-ci. Un trou noir de Schwarzschild comprend ainsi deux types d'horizon : un horizon « futur » englobant une singularité gravitationnelle et décrivant par là un trou noir (c'est-à-dire une région que l'on ne peut quitter une fois que l'on y a pénétré), et un horizon « passé », délimitant une région dans laquelle il est impossible de rester et dont on ne peut que sortir. Cette région est appelée trou blanc.
Un trou blanc ne doit pas être confondu avec une autre solution de Schwarzschild : une solution possédant une masse négative. Cette autre solution, qui est très probablement physiquement irréaliste, décrit une singularité nue (de masse négative) et ne possède pas d'horizon qui délimiterait différentes régions de l'espace-temps.

## Propriétés
Selon le type de solution de type trou noir considéré, il existe plusieurs types de trous blancs. Dans le cas du trou noir de Schwarzschild évoqué ci-dessus, une géodésique sortant d'un trou blanc est issue de la « singularité gravitationnelle » qu'il contient. Dans le cas d'un trou noir possédant une charge électrique ψ ** Ώ ** ώ (trou noir de Reissner-Nordström) ou un moment cinétique, alors le trou blanc se trouve être la « porte de sortie » d'un trou noir existant dans un autre univers. Une telle configuration trou noir - trou blanc est appelée trou de ver. Dans les deux cas, cependant, il n'est pas possible d'atteindre la région située « dans » le trou blanc, aussi le comportement de celui-ci — et, en particulier, ce qui peut en sortir — est totalement impossible à prévoir. En ce sens, un trou blanc est une configuration selon laquelle l'évolution de l'univers ne peut être prédite, car elle n'est pas déterministe. Une « singularité nue » est un autre exemple de configuration non déterministe, mais n'a cependant pas le statut de trou blanc, car il n'existe pas de région inaccessible depuis une région donnée. Dans sa conception basique, le Big Bang peut être vu comme une singularité nue dans l'espace intersidéral, mais ne correspond pas à un trou blanc.

## Pertinence physique
Dans son mode de formation, un trou noir est issu d'un résidu d'étoile massive dont le cœur se contracte jusqu'à se transformer en trou noir. Une telle configuration n'est pas statique : on part d'un corps massif et étendu qui se contracte pour donner un trou noir. Le trou noir n'existe donc pas de toute éternité, et il n'y a pas de trou blanc correspondant.
Pour être en mesure d'exister, un trou blanc doit soit être issu d'un processus physique menant à sa formation, soit être présent dès la création de l'univers. Aucune de ces solutions n'apparaît satisfaisante : il n'existe aucun processus astrophysique connu pouvant mener à la formation d'une telle configuration, et l'imposer dès la création de l'univers revient à supposer un jeu de conditions initiales très spécifique qui ne possède pas de motivation concrète. Aussi l'existence des trous blancs semble-t-elle difficile à envisager.
Au vu des quantités énormes rayonnées par les quasars, dont la luminosité rend possible l'observation depuis plusieurs milliards d'années-lumière de distance, il avait été supposé qu'ils soient le siège de phénomènes physiques exotiques comme un trou blanc, ou un phénomène de création continue de matière (voir l'article portant sur la théorie de l'état stationnaire). Ces idées sont aujourd'hui abandonnées, les propriétés observées des quasars étant très bien expliquées par celles d'un disque d'accrétion au centre duquel se trouve un trou noir supermassif.